# Bundesstiftung zur Aufarbeitung der SED-Diktatur
Bundesstiftung zur Aufarbeitung der SED-Diktatur er en tysk offentligretslig føderal stiftelse med ansvar for at bearbejde SED-diktaturets historie i det tidligere DDR. Stiftelsen blev oprettet 5. juni 1998 efter anbefalinger fra de to Forbundsdagskommissioner "Aufarbeitung von Geschichte und Folgen der SED-Diktatur in Deutschland" (1992 og 1995), som begge blev ledet af Rainer Eppelmann. Eppelmann har været styreleder i stiftelsen siden grundlæggelsen.
Stiftelsen giver råd og støtter projekter, arkiver, organisationer, akademikere og kundskabsformidling. Videre giver stiftelsen råd når det gælder ofrene for SED-diktaturet. Den udgiver også egne publikationer.
Stiftung zur Aufarbeitung der SED-Diktatur er underlagt et stiftelsesråd, som består af repræsentanter for den føderale regering og Forbundsdagen, samt af eksterne fagfolk. Rådet kontrollerer styrets arbejde. Rådsformand er Markus Meckel.

## Kritik
En af stiftelsens aktiviteter er stipendprogrammet "Aufbruch 1989", hvor 17 organisationer, deriblandt partinære organisationer, deltog i samarbejdet. Blandt organisationerne var Rosa-Luxemburg-Stiftung, organisationen til SEDs efterfølgerparti Die Linke. Samarbejdet med denne organisation, som bliver nævnt i Verfassungsschutzbericht, fik stærk kritik af Hubertus Knabe, direktør for Gedenkstätte Berlin-Hohenschönhausen. Flere kendte modstandsfolk og forfulgte i det tidligere DDR, som Bärbel Bohley og Werner Schulz, og forfattere som Lutz Rathenow, Joachim Walther, Ralph Giordano og Erich Loest, samt andre offentlige personer som Lea Rosh og Michael Wolffsohn,
betegnede samarbejdet som et brud på stiftelsens lovbestemte opgaver og opfordrede stiftelsen til straks at afslutte samarbejdet med Rosa-Luxemburg-Stiftung.

## Eksterne links
- Bundesstiftung zur Aufarbeitung der SED-Diktatur